# Richard Strauss
Richard Strauss (München, 11. lipnja 1864. – Garmisch-Partenkirchen, 8. rujna 1949.), njemački skladatelj.
Djelovao je kao dirigent dvorskih opernih kazališta u Münchenu, Weimaru i Berlinu, te direktor Bečke državne opere. Stilski se nadovezuje na kasnoromantički smjer Liszta i Wagnera i ulazi u razvoj glazbene moderne početkom 20. stoljeća. 
U početku je u središtu njegova zanimanja programna simfonijska pjesma ("Don Juan", "Smrt i preobraženje", "Tako je govorio Zaratustra", "Vesele ludorije Tilla Eulenspiegel"), a poslije 1900. skladao je više opera ("Saloma", "Elektra", "Kavalir s ružom", "Arijadna na Naksosu", Egipatska Helena). Skladao je i balete, simfonije, komorna i vokalna djela.

Napomena: Richard Strauss nije bio u rodu sa slavnom "dinastijom Strauss" iz Beča. 